# Monosis
 Monosis  DC., 1834 è un genere di piante angiosperme dicotiledoni della famiglia delle Asteraceae.

## Etimologia
Il nome del genere deriva dalle particolari infiorescenze con capolini a fiore singolo della "specie tipo" (M. wightiana DC.).
Il nome scientifico del genere è stato definito per la prima volta dal botanico Augustin Pyramus de Candolle (1778-1841) nella pubblicazione Contributions to the Botany of India (Contr. Bot. India [Wight] 5) del 1834.

## Descrizione

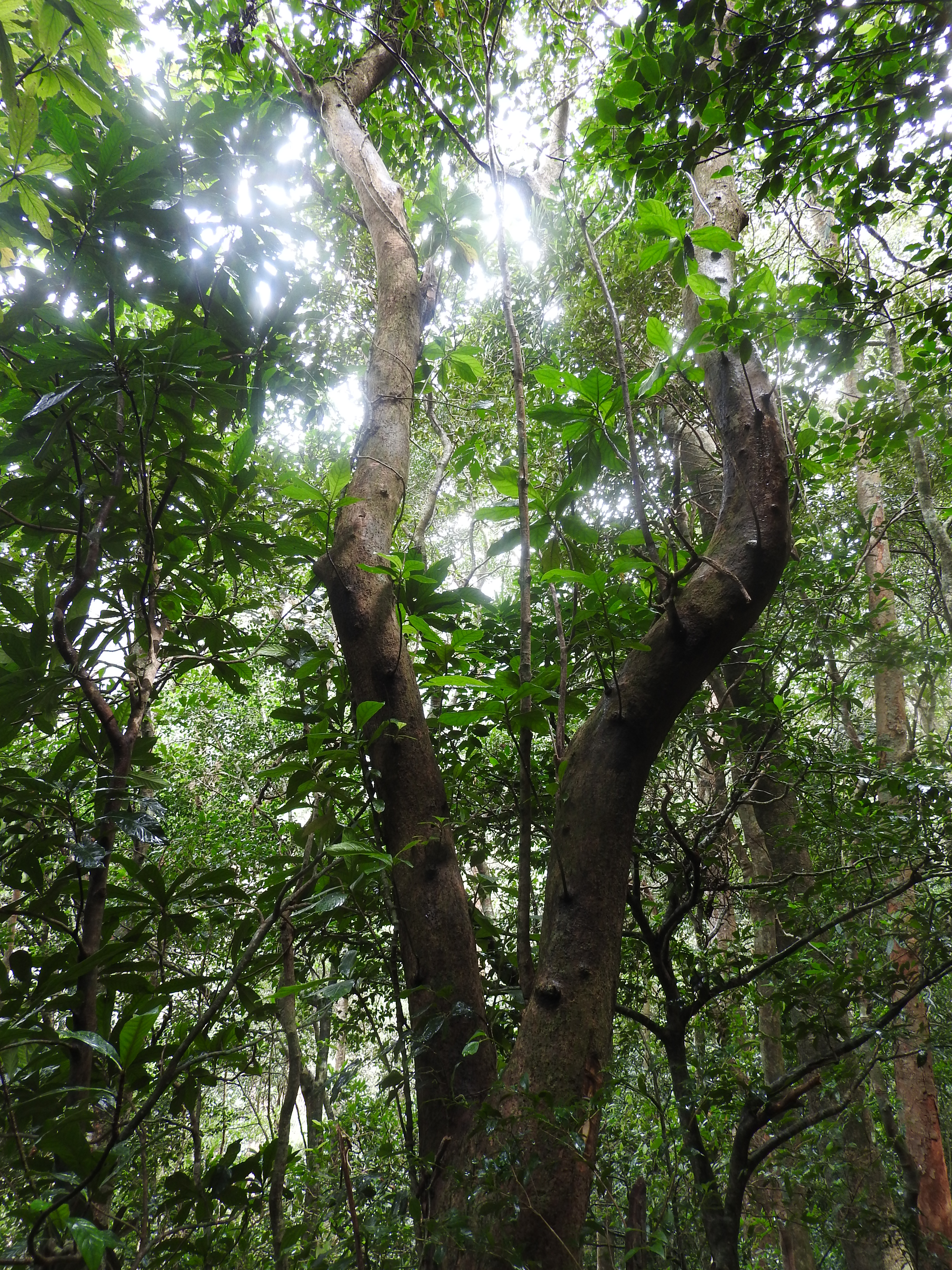
Il portamento
Monosis travancorica

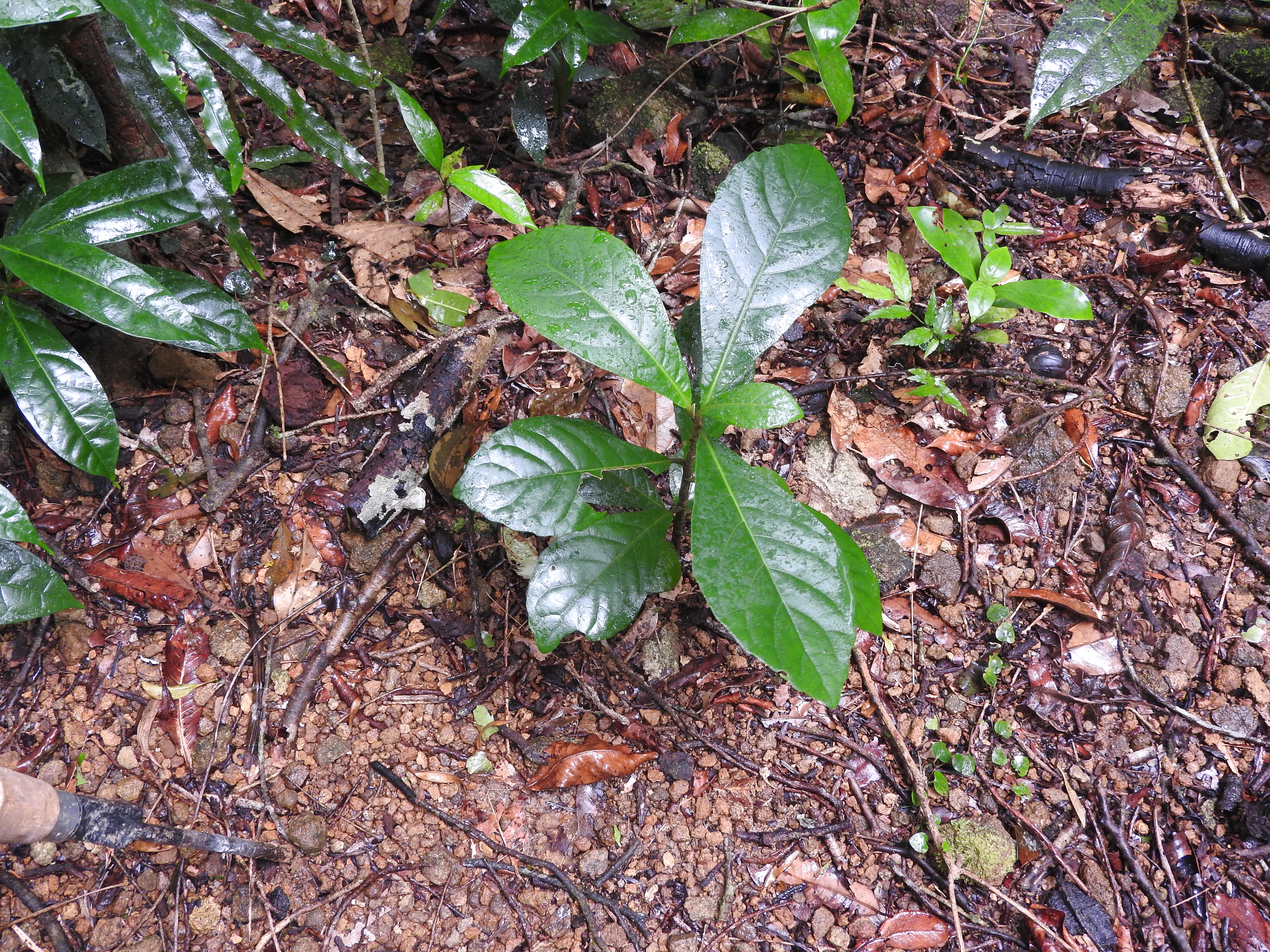
Le foglie
Monosis travancorica

Le piante di questa voce hanno un habitus per lo più piccolo-arboreo con alberi moderatamente ramificati; i rami sono rotondi e lisci (quelli giovani). Sulla superficie di queste piante sono presenti peli di tipo uniseriato (le cellule basali sono poche e corte, quelle apicali sono larghe, diritte o vermiformi); sono presenti anche pubescenze tomentose.
Le foglie sono disposte in modo alterno e sono picciolate. La lamina in genere è intera con forme variabili da oblanceolate a obovate con la base cuneata. Le venature normalmente sono pennate (sono presenti venature secondarie). I margini sono continui o grossolanamente dentati. La superficie può essere pubescente o glabra (quella inferiore a volte è tomentosa). La consistenza è membranosa. Lunghezza del picciolo: 3-8 mm.
L'infiorescenza terminale è formata da capolini dscoidi, omogami, sessili o peduncolati spesso in formazioni piramidali o tirsoidi. La struttura dei capolini è quella tipica delle Asteraceae: un peduncolo sorregge un involucro con forme varie da campanulate a ovoidi da diverse brattee disposte su 4 - 5 serie embricate e scalate che fanno da protezione al ricettacolo sul quale s'inseriscono i fiori di tipo tubuloso. Le brattee dell'involucro a consistenza cartacea, persistenti o decidue (quelle più interne), hanno delle forme più o meno lanceolate e apici da ottusi a subacuti e a volte con margini ialini. Il ricettacolo glabro e alveolato è privo di pagliette (ricettacolo nudo). Lunghezza delle brattee: 4-5 mm.
I fiori, da 1 a 20 per capolino, sono tetra-ciclici (ossia sono presenti 4 verticilli: calice – corolla – androceo – gineceo) e pentameri (ogni verticillo ha in genere 5 elementi). I fiori sono inoltre ermafroditi e actinomorfi (raramente possono essere zigomorfi).
- Formula fiorale:

*/x K {\displaystyle \infty }, [C (5), A (5)], G 2 (infero), achenio
- Calice: i sepali del calice sono ridotti ad una coroncina di squame.
- Corolla: la corolla, formata da un tubo imbutiforme terminanti in 5 lobi lanceolati e riflessi, è liscia su entrambe le facce. Il colore varia da porpora a malva (qualche volta bianco).
- Androceo: gli stami sono 5 con filamenti liberi e distinti, mentre le antere sono saldate in un manicotto (o tubo) circondante lo stilo.[12] Le antere, prive di ghiandole, sono provviste di ampie ma corte code. Le appendici basali hanno una consistenza soda ed hanno una forma variabile da ovata a oblunga. Il polline può essere di tipo tricolporato, ossia con tre aperture sia a fessura che a poro; può essere inoltre echinato (con punte)[13].
- Gineceo: lo stilo è filiforme con alla base un anello (o un distinto nodo). Gli stigmi dello stilo sono due lunghi e divergenti; sono sottili, pelosi (peli a spazzola) e con apice acuto. L'ovario è infero uniloculare formato da 2 carpelli. Gli stigmi hanno la superficie stigmatica interna (vicino alla base).[14]

I frutti sono degli acheni con pappo. Gli acheni, con forme cilindriche, talvolta obcompresse, hanno 10 coste con ghiandole puntate tra le coste, peli uniseriati e setole biseriate. All'interno si può trovare del tessuto di tipo idioblasto e rafidi (solo nell'ovulo chiuso); non è presente il tessuto tipo fitomelanina. Il "carpopodium" (carpoforo) è presente. Il pappo è formato da due serie di setole persistenti capillari (quelle esterne sono più corte di quelle interne).

## Biologia
- Impollinazione: l'impollinazione avviene tramite insetti (impollinazione entomogama tramite farfalle diurne e notturne).
- Riproduzione: la fecondazione avviene fondamentalmente tramite l'impollinazione dei fiori (vedi sopra).
- Dispersione: i semi (gli acheni) cadendo a terra sono successivamente dispersi soprattutto da insetti tipo formiche (disseminazione mirmecoria). In questo tipo di piante avviene anche un altro tipo di dispersione: zoocoria. Infatti gli uncini delle brattee dell'involucro si agganciano ai peli degli animali di passaggio disperdendo così anche su lunghe distanze i semi della pianta.

## Distribuzione e habitat
La distribuzione delle piante di questa voce è relativa al Vecchio mondo (Africa equatoriale e Asia sud-orientale).

## Tassonomia
La famiglia di appartenenza di questa voce (Asteraceae o Compositae, nomen conservandum) probabilmente originaria del Sud America, è la più numerosa del mondo vegetale, comprende oltre 23 000 specie distribuite su 1 535 generi, oppure 22 750 specie e 1 530 generi secondo altre fonti (una delle checklist più aggiornata elenca fino a 1 679 generi). La famiglia attualmente (2021) è divisa in 16 sottofamiglie.

### Filogenesi
Le specie di questo gruppo appartengono alla sottotribù Gymnantheminae descritta all'interno della tribù Vernonieae Cass. della sottofamiglia Vernonioideae Lindl.. Questa classificazione è stata ottenuta ultimamente con le analisi del DNA delle varie specie del gruppo. Da un punto di vista filogenetico in base alle ultime analisi sul DNA la tribù Vernonieae è risultata divisa in due grandi cladi: Muovo Mondo e Vecchio Mondo. I generi della sottotribù Gymnantheminae appartengono al subclade relativo all'Africa tropicale comprese le Hawaii (l'altro subclade africano comprende soprattutto specie meridionali).
La sottotribù, e quindi i suoi generi, si distingue per i seguenti caratteri:
- l'habitus è soprattutto arbustivo o arboreo;
- le brattee interne dell'involucro talvolta sono decidue;
- il polline non è di tipo triporato;
- le antere sono prive di ghiandole;
- le piante sono in prevalenza paleotropicali (avventizie in America).

In precedenza la tribù Vernonieae, e quindi la sottotribù (Gymnantheminae) di questo genere, era descritta all'interno della sottofamiglia Cichorioideae. Tradizionalmente le specie di questo genere erano descritte all'interno del genere Gymnanthemum e Vernonia.
I caratteri distintivi per le specie di questo genere ( Monosis) sono:
- l'involucro è lungo 7-10 mm;
- il polline è "psilolophato" (con avvallamenti e creste lisce) e con alti muri.

Il numero cromosomico delle specie di questo genere è: 2n = 44 e 60.

### Elenco delle specie
Questo genere ha 9 specie:
- Monosis aplinii (Collett & Hemsl.) H.Rob. & Skvarla
- Monosis conferta  (Benth.) C.Jeffrey
- Monosis kannikattiensis  (Rajakumar, Selvak., S.Murug. & Chellap.) Kottaim.
- Monosis parishii  (Hook.f.) H.Rob. & Skvarla
- Monosis shevaroyensis  (Gamble) H.Rob. & Skvarla
- Monosis talaumifolia  (Hook.f. & Thomson ex C.B.Clarke) H.Rob. & Skvarla
- Monosis theophrastifolia  (Schweinf. ex Oliv. & Hiern) C.Jeffrey
- Monosis travancorica  (Hook.f.) H.Rob. & Skvarla
- Monosis volkameriifolia  (DC.) H.Rob. & Skvarla

### Sinonimi
Sono elencati alcuni sinonimi per questa entità:
- Punduana Steetz